# 聖闘士星矢 The Beginning
『聖闘士星矢 The Beginning』（セイントセイヤ ザ・ビギニング、英: Knights of the Zodiac）は、2023年のアクション映画。車田正美による漫画『聖闘士星矢』を原作とし、トメック・バギンスキーが監督、新田真剣佑が主役の星矢を演じる。
撮影はハンガリーとクロアチアで実施され、2021年9月に撮影終了が告知された。日本での配給は東映、中国と中東を除く地域ではソニー・ピクチャーズ・ワールドワイド・アクイジションが配給を行う。

## あらすじ
神話の時代、邪悪な神々は地上を支配し、人類を苦しめていた。戦いと知恵の女神アテナはその力を駆使し、人類のために戦った。彼女を守るため 世界中の勇敢な闘士が集まり、彼らは聖闘士(セイント)と呼ばれた。 18年前、無力な赤子としてアテナが再び降誕した。敵の聖闘士から彼女を守り、命を捨てて地上へ導いたのは黄金の聖衣をまとった聖闘士だった。その直後、大富豪で神話に詳しいアルマンとグラードの夫婦が赤子を見つけて養育し、アテナを守る聖闘士を探し始めた。

幼い頃、星矢（新田真剣佑）は姉に格闘技を仕込まれながら育った。姉は人類を超える存在について語り、それを守るためにも戦うのだと星矢に語って聞かせた。ある日、危機を察知した姉は星矢をクローゼットに隠し、絶対に出るなと言い置いて連れ去された。10年後、星矢はスラム街で孤独に生き、地下格闘場で戦う日々を過ごしていた。
格闘場での最終戦でカシオスに倒されかけ、不思議なパワー(コスモ)を発して彼を跳ね飛ばす星矢。自分の力に戸惑い格闘場から走り去った星矢にアルマン・キド（ショーン・ビーン）が接触して来た。黒づくめのサイボーグたちに追われ、小型ジェット機の攻撃をかわして、アルマンは星矢を海辺の大豪邸(秘密基地)に連れて行った。
サイボーグ集団は、別れた妻グラードの兵士だと星矢に語るアルマン。戦いと知恵の女神アテナは人間に生まれ変わり、今はアルマンの養女シエナとして暮らしている。シエナを救世主と信じるアルマンは、星矢こそシエナを守るペガサスの聖闘士(セイント)であり、修行すれば姉も探せると、10年前に姉が身に着けていた「ペガサスの聖衣(クロス)」のペンダントを星矢に与えた。
スラム街の地下格闘場は体内に「小宇宙（コスモ）」を秘めた者を探すためのグラードの施設であり、カシオスは彼女の手先だった。星矢を殺すためにカシオスをサイボーグ化するグラード。神々を憎み戦いに備えるグラードは、シエナがアテナとして覚醒する前に力を奪うために、アルマンとシエナの居所を探っていた。
白銀聖闘士(シルバー・セイント)のマリンから特訓を受け、「聖衣(クロス)」を出現させる星矢。だが、同時に10年前の姉の拉致現場にアルマンもいた事を思い出した星矢は、アルマンを問い詰める為に屋敷に戻った。そんな星矢を町の港に連れ出して真実を語るシエナ。シエナは赤子の頃に力を制御できずに、彼女を抱いていたグラードの両腕を吹き飛ばした。シエナを地上へ届けて死んだ聖闘士の黄金聖衣(ゴールド・クロス)のコスモによって生きながらえたグラードはシエナの善性を疑い、世界を滅ぼす邪悪な存在としてシエナを狙いだしたのだ。
屋敷をグラードの軍に攻撃され、相打ちを狙って爆死するアルマン。シエナを奪われ、完璧な聖衣(クロス)を身に着けて後を追う星矢。シエナはグラードの秘密基地で力を奪う装置にかけられたが、母親として見るに耐えかね中止しようとするグラード。しかし、グラードの部下のネロが敵側の聖闘士(フェニックス・セイント)に変身してグラードとサイボーグたちを叩き伏せた。フェニックスはアテナ抹殺と、グラードが体内に潜ませていた黄金聖衣(ゴールド・クロス)を奪うために潜入していたのだ。
星矢がフェニックスと戦う間に、シエナの装置のスイッチを切るグラード。シエナはアテナとして覚醒したが、それは戦いの女神としての荒ぶるアテナだった。救わなくて良いからアテナを止めろと星矢に呼びかけるシエナの心の声。星矢は聖衣を破壊されながらも、「俺が守る」と呼びかけた。その言葉によって知の女神としても覚醒し、人類の守護者としてのアテナとなるシエナ。
人間の姿に戻っても力を発揮し、グラードの失われていた両腕を再生するシエナ。人間の姿に戻ったフェニックスは、黄金聖衣のペンダントを手に姿を消した。アテナの覚醒は神々の復活と戦いの兆しなので聖闘士を集めると決意を語るシエナ。その前に、まず姉を探そうと提案されて、微笑む星矢だった。

## スタッフ
- 監督 - トメック・バギンスキー[2]
- 脚本 - ジョッシュ・キャンベル（Josh Campbell）[2]、マシュー・ストゥーケン（Matt Stuecken）[2]、キール・マーレイ[3]
- スタントコーディネーター/アクションコーディネーター - アンディ・チェン（Andy Cheng）[2]

## キャスト
※括弧内は日本語吹替
- 星矢 - 新田真剣佑（新田真剣佑）
  - 少年期の星矢 - 岩田琉聖（岩田琉聖）
- シエナ / アテナ - マディソン・アイズマン（潘めぐみ[5][6]）
原作、アニメの城戸沙織[2]。
- アルマン・キド - ショーン・ビーン（磯部勉[6]）
原作、アニメの城戸光政に相当する[3]。
- ネロ - ディエゴ・ティノコ（英語版）（浪川大輔[6]）
ヴァンダー・グラードと行動を共にする男[6]。
原作、アニメの鳳凰星座の一輝に相当する。
撮影スケジュールの確保が遅れたことで、聖衣を軽い素材で作る期間が取れず、とても重い聖衣での撮影となった[3]。
- ヴァンダー・グラード - ファムケ・ヤンセン（井上喜久子[6]）
アルマンの元妻[6]。アテナの命を狙う[7]。
原作、アニメでは城戸光政は「グラード財団」の総裁という設定であり、財団名の由来としてグラードという人物を映画に登場させたが、キール・マーレイのアイデアで女性になり、元夫妻がやっていた財団という設定が出来上がった[3]。
- カシオス - ニック・スタール（小松史法[6]）
地下格闘場のストリートファイター[6]。
- マイロック - マーク・ダカスコス（咲野俊介[6]）
アルマンの執事[6]。
- マリン - ケイトリン・ハットソン（瀬戸麻沙美[6]）
- ドクラテス - T・J・ストーム（田所陽向）

## 主題歌
- 「Courage」 - P!NK、作詞・作曲:アレシア・ムーア、Greg Kurstin、シーア

主題歌となった「Courage」は、2019年にリリースされたP!NKの通算8作目のアルバム『ハーツ・トゥ・ビー・ヒューマン』に収録されている楽曲である。

## 製作

### 聖衣のデザイン
聖衣のデザイン造形を模索する中、原作やアニメを踏襲したデザイン案もあったが、原作者の車田正美に案を見せたところ、「原作の再現が大事なわけではなく、自分は聖衣を最初に描いたとき古代ギリシャの鎧をベースに作っていた」との言葉を受け、「実際に古代から受け継がれる聖衣が現実世界に存在するならばどうなるか」と原作をベースにしつつ、具現に落とし込んでいった。
また、CGで聖衣をこしらえてしまえば、それは「聖闘士星矢」ではなくなると感じたため聖衣をすべてCGでつくることを避けている。さらにアニメ版の聖衣は、尖っているパーツが多く特徴的なデザインであるため、そのまま具現化すれば俳優の動きに制限が出て違和感が拭えず、それこそCGに頼らなければ制作できなくると思ったことから、ギリシャやヨーロッパの鎧をつくる鍛冶屋に協力をあおぎ、聖闘士星矢のシルエットは残しつつ、そのうえでどうするかなどと相談しながら、本物の西洋の鎧と同じ製法で、実際に聖衣を制作している。
さまざまな理由から、聖衣のデザインにファンから批判が起こることは重々承知であり、実際に制作チームの中でそういった声は上がったものの、ディテールに目を凝らせば、実写用に誠実にリデザインしていることがわかるようになっているとのこと。そして徹底して議論を重ね、優れたデザインだけでなく実用的な機能も追求できたことで作品の独自性と斬新さを備え、CGを使わずとも撮影ができたため監督自身は今回のデザインに満足しているとインタビューで回答している。